# Phoenicopteriformes
Phoenicopteriformes  este un ordin de păsări în care se află familia Phoenicopteridae cu genul de păsări Flamingo. Caracteristic păsărilor din acest ordin este faptul că majoritatea au un colorit mai mult sau mai puțin rozaceu, ciocul are o structură lamelară și împreună cu limba formează un sistem specializat de filtrare a planctonului din apă. Familia Phoenicopteridae cuprinde cinci sau șase specii, răspândite în zonele calde. Având forme foarte asemănătoare cu cocostârcul, pasărea flamingo poate sta, dormi într-un picior. Formează stoluri de mii de păsări și traversează Marea Mediterană în căutarea apelor puțin adânci și a mlaștinilor.

## Sistematică
Genuri și specii:
- Phoenicopterus Linnaeus, 1758
  - Phoenicopterus ruber  Linnaeus, 1758 — Greater Flamingo
  - Phoenicopterus roseus  Pallas, 1811
  - Phoenicopterus chilensis  Molina, 1782 — Chilean Flamingo
- Phoeniconaias Gray,GR 1869 
  - Phoeniconaias minor  (E. Geoffroy Saint-Hilaire, 1798) — Lesser Flamingo
- Phoenicoparrus Bonaparte 1856
  - Phoenicoparrus andinus  (Philippi, 1854) —	Andean Flamingo
  - Phoenicoparrus jamesi  (P.L. Sclater, 1886) — Puna Flamingo ou James' Flamingo

## Filmografie
- The Crimson Wing : Mystery of the Flamingos, documentar americain din 2008.